# Anthela astata
Anthela astata là một loài bướm đêm thuộc họ Anthelidae. Loài này có ở Úc.